# 1 Гривня (золота монета)
«1 Гри́вня» — золота пам'ятна монета номіналом 1 гривня, випущена Національним банком України, з відтворенням дизайну обігової монети «Володимир Великий» номіналом 1 гривня зразка 2004 року.
Монету введено в обіг 17 травня 2021 року. Вона належить до серії «Інші монети».

## Опис та характеристики монети
| Номінал грн. | Метал             | Маса, грам | Діаметр, мм. | Якість виготовлення | Гурт    | Тираж, штук |
| ------------ | ----------------- | ---------- | ------------ | ------------------- | ------- | ----------- |
| 1            | золото (Au 999,9) | 15.55      | 25.0         | анциркулейтед       | гладкий | 500         |

### Аверс
На аверсі монети розміщено: малий Державний Герб України (угорі). Під гербом розташовано написи: «УКРАЇНА» та «НАЦІОНАЛЬНИЙ БАНК», по центру зазначено номінал «1 ГРИВНЯ». Ліворуч від номіналу вказано позначення металу, його проби, маси монети в чистоті Au 999,9 15,55. Праворуч від номіналу зазначено напис «ГОЛОВА» та підпис Стельмаха В. С. — Голови Національного банку України у 2010 році. Унизу на тлі стилізованого орнаменту у вигляді підкови зазначено «2010» — рік карбування монети.

### Реверс
На реверсі монети зображено князя Володимира Великого, з хрестом в правій руці і макетом Десятинної церкви в лівій руці. Угорі напівколом розміщено напис «ВОЛОДИМИР ВЕЛИКИЙ».

## Автори

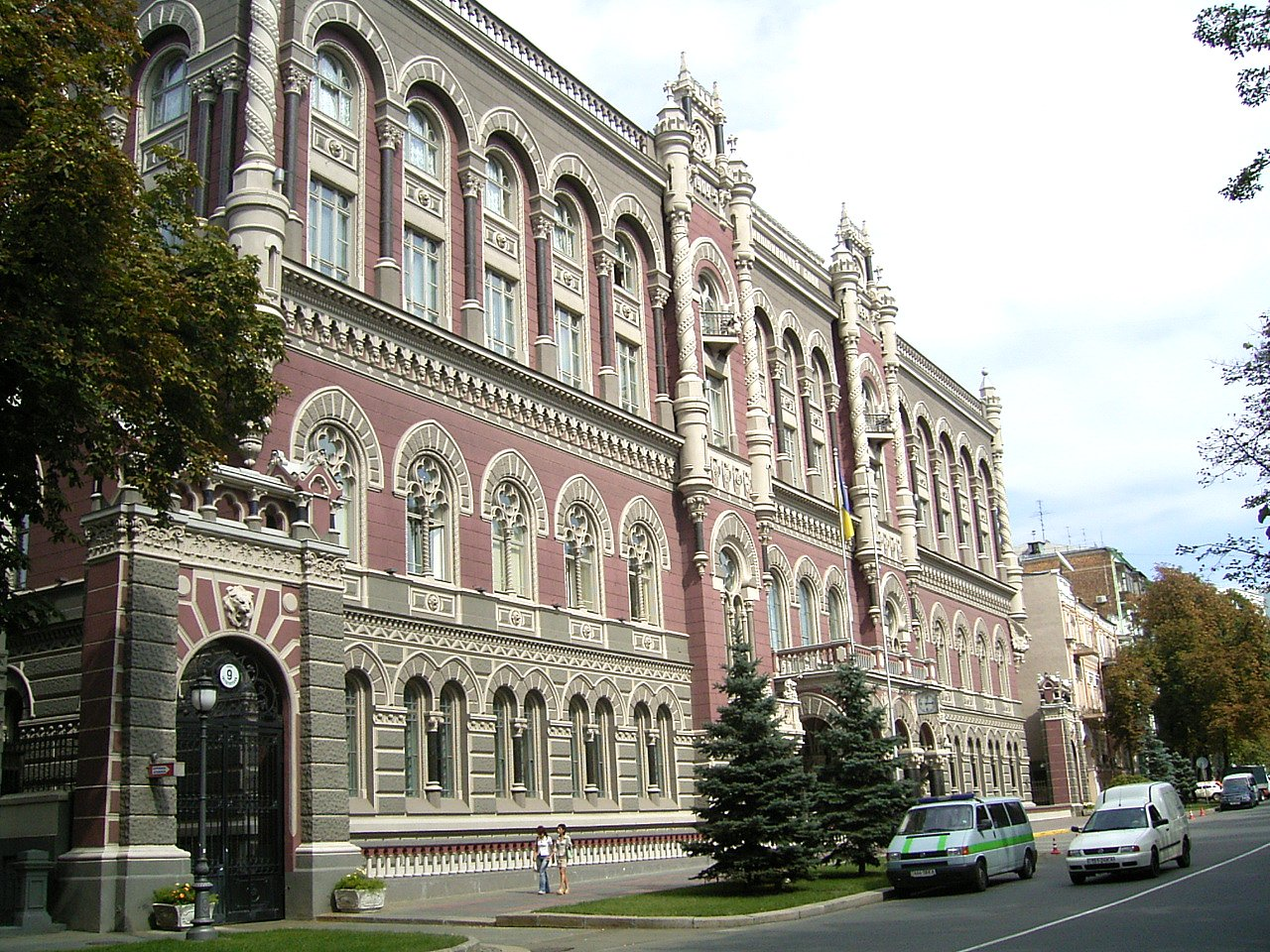
Будівля Національного банку України

- Художник — Дем'яненко Володимир.

- Скульптор — Дем'яненко Володимир[1]Будівля Національного банку України.

## Вартість монети
Роздрібна ціна Національного банку України у 2021 році була 45 484 гривні.
Фактична приблизна вартість монети, з роками змінювалася так:
| Рік        | 2021   | 2022   | 2023   | 2024    | 2025    |
| ---------- | ------ | ------ | ------ | ------- | ------- |
| Ціна, грн. | 49 667 | 57 000 | 80 000 | 100 000 | 100 000 |

На стартовому аукціоні 17 травня 2021 року (відбувся на Універсальній товарній біржі «Контрактовий дім УМВБ» в системі електронних торгів з можливістю віддаленого доступу) було продано 23 монети на суму 870 000 грн (стартова ціна — 36 875 грн за 1 монету) загалом на 869 575,00 грн (найнижча ціна — 37 025,00 грн; найвища ціна — 41 025,00 грн).
На другому аукціоні, який відбувся 27 травня 2021 року, продано 50 монет загалом на 2 247 650,00 грн (середня ціна — 44 953,00 грн за 1 монету, найнижча ціна — 44 313,00 грн; найвища ціна — 46 313,00 грн).
На третьому аукціоні, який відбувся 3 червня 2021 року, продано 50 монет загалом на 2 336 200,00 грн (середня ціна — 46 724,00 грн за 1 монету, найнижча ціна — 43 964,00 грн; найвища ціна — 49 964,00 грн).
На четвертому аукціоні, який відбувся 10 червня 2021 року, продано 50 монет загалом на 2 336 300,00 грн (середня ціна — 46 726,00 грн за 1 монету, найнижча ціна — 45 406,00 грн; найвища ціна — 55 406,00 грн).
На п'ятому аукціоні, який відбувся 23 червня 2021 року, продано 27 монет загалом на 1 310 986,00 грн (середня ціна — 48 555,04 грн за 1 монету, найнижча ціна — 47 518,00 грн; найвища ціна — 51 518,00 грн).